# IRAS 16594-4656

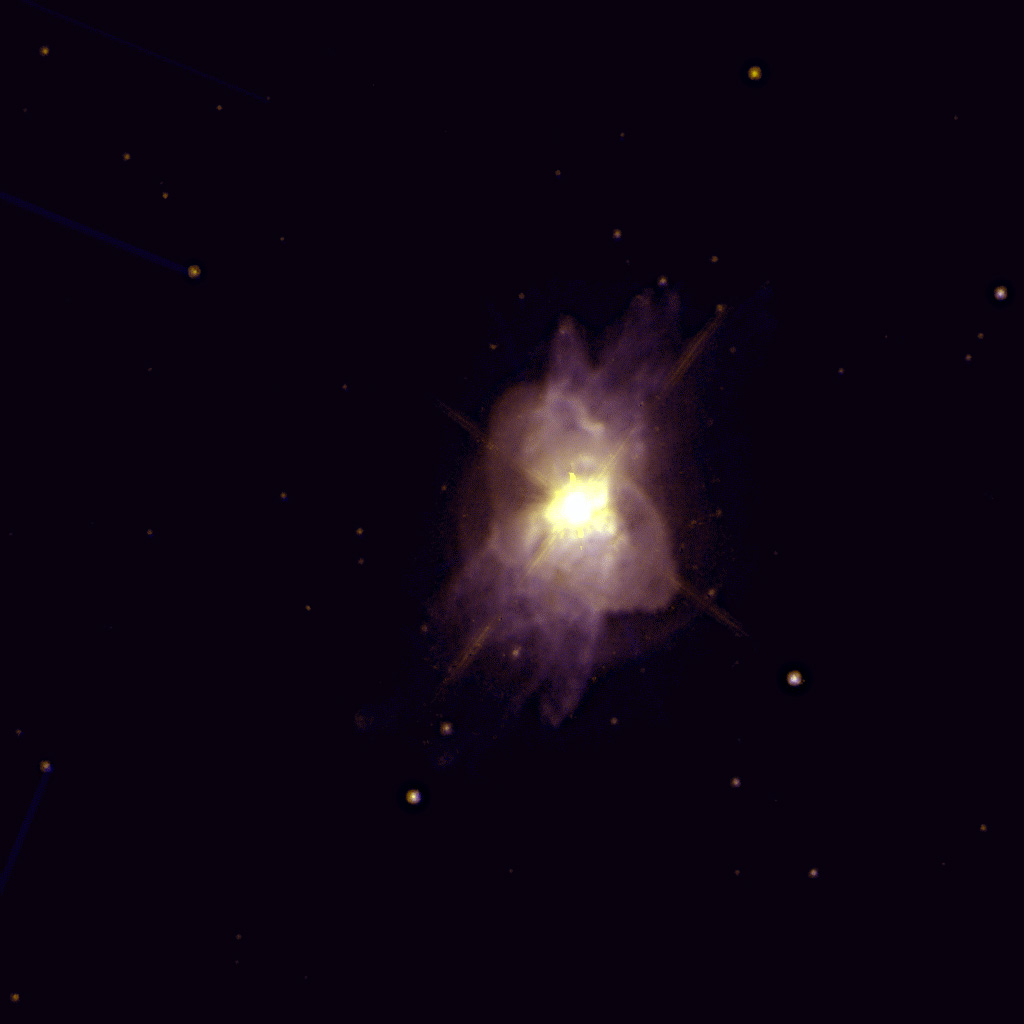
Näckrosnebulosan avbildad med Hubbleteleskopet av Sun Kwok, Bruce Hrivnak och Kate Su

IRAS 16594-4656 eller Näckrosnebulosan, är en förplanetariks nebulosa belägen i den norra delen av stjärnbilden Altaret. Den håller på att utvecklas till en planetarisk nebulosa och upptäcktes 1999 av Bruce Hrivnak och Sun Kwok. Näckrosnebulosan är en av de förplanetariska nebulosorna som innehåller polycykliska aromatiska kolväten, organiska kolväten som annars utgör grunden för liv.